# 日歯連事件
日歯連事件（にっしれんじけん）、中医協汚職事件（ちゅういきょうおしょくじけん）とは、歯科診療報酬を巡って2004年春に、日本歯科医師連盟による汚職や、日歯会長選に絡む横領と政界に絡む選挙買収や闇献金が発覚した事件である。
日歯連幹部6人、中医協委員2人、自民党国会議員2人、自民党派閥会計責任者、地方議員5人ら計16人が起訴され、全員の有罪が確定した。
この影響により中央社会保険医療協議会は根拠法が改正され、診療側委員を削減し公益側委員の増員をするといった改正が行われた。

## 被疑者
- 下村健　元社会保険庁長官（中医協支払側委員）　単純収賄罪　懲役2年6月執行猶予5年・追徴金約629万円
- 加藤勝敏　連合副会長、JEC連合会長（中医協支払側委員）　単純収賄罪　懲役1年執行猶予3年・追徴金約146万円
- 臼田貞夫　日本歯科医師連盟会長　贈賄罪・政治資金規正法違反　懲役3年執行猶予5年　歯科医師免許取消
- 内田裕丈　日本歯科医師連盟常任理事　贈賄罪・公職選挙法違反（買収）・政治資金規正法違反　懲役2年6月執行猶予5年　歯科医業停止5年
- 梅田昭夫　日本歯科医師連盟専務理事　贈賄罪　懲役1年執行猶予3年　歯科医業停止1年6月
- 平井泰征　日本歯科医師連盟常務理事（中医協歯科医側委員）　贈賄罪　懲役1年執行猶予3年　歯科医業停止2年
- 誉田雄一郎　福島県歯科医師会会長（中医協歯科医側委員）　贈賄罪　懲役1年執行猶予3年・歯科医業停止1年6ヶ月
- 吉田幸弘　衆院議員　業務上横領罪・公職選挙法違反（買収）　懲役3年執行猶予5年　歯科医業停止3年
- 三輪康　愛知県歯科医師連盟会長　公職選挙法違反（買収）　懲役1年6ヶ月執行猶予5年
- 浅井一明　愛知県議　公職選挙法違反（買収）　懲役2年執行猶予5年・追徴金200万円
- 結城秀治　愛知県議　公職選挙法違反（買収）　懲役2年執行猶予5年・追徴金200万円
- 可児茂久　愛知県議　公職選挙法違反（買収）　懲役1年6月執行猶予5年・追徴金200万円
- 小木曽康巳　名古屋市議　公職選挙法違反（買収）　懲役1年6月執行猶予5年・追徴金200万円
- 木下広高　名古屋市議　公職選挙法違反（買収）　懲役1年6月執行猶予5年・追徴金200万円
- 村岡兼造　橋本派会長代理　政治資金規正法違反（不記載）　禁錮10ヶ月執行猶予3年
- 滝川俊行　橋本派会計責任者　政治資金規正法違反（不記載）　禁固10ヶ月執行猶予4年

## 事件
中医協汚職事件
日歯連関係者が2002年の診療報酬改定の際に中央社会保険医療協議会の委員に対して歯科医に有利な発言を依頼した贈収賄事件。日歯連幹部5人、中医協支払側委員2人が起訴された。
日歯連資金横領・選挙買収事件
吉田幸弘元衆議院議員が日歯医会長選での買収資金に使うため、2001年8月、自分の資金管理団体への寄付名目で日歯連から3,000万円を受けて横領し、2003年9月には、2カ月後の総選挙で自分への投票を依頼するため、地元の地方議員に各200万円を渡し買収した事件。吉田幸弘元衆議院議員と地方議員5人が起訴された。
闇献金事件
事件の捜査の過程で、日歯連から自民党最大派閥である橋本派への闇献金が発覚。村岡兼造会長代理と派閥会計責任者が起訴された。

迂回献金問題
捜査の過程で、日歯連が自民党大物議員に党の政治資金団体を経由した迂回献金をしている疑惑が浮上。検察は不起訴処分としたが、検察審査会では佐藤勉、自見庄三郎、木村義雄と自民党事務局長に対して不起訴不当議決、山崎拓に対して起訴相当議決をした。それを受けて、検察は再捜査したが、再度不起訴処分とした。

## 関連書籍
- 東京新聞取材班「自民党 迂回献金の闇 日歯連事件の真相」（角川学芸出版）